# Центральный посёлок
Центральный посёлок (укр. Селище Центральне) — юго-восточная историческая часть города Тореза, одно из первых централизованных образований на территории Чистяково (Тореза), до 1932 года, когда Торез получил статус города, Центральный посёлок выполнял роль инфраструктурного центра Чистяково и множества шахтных поселков.
В данный момент Центральный посёлок полностью соединен с центром города и другими районами Тореза улицами Ленина, Франко, Кирова и др. В этой части города Тореза находится конечная остановка многих маршрутных такси и автобусов «ЦОФ Киселевская». До центра города можно проехать на маршрутных такси № 2, 31; в г. Снежное на маршрутах: 4А и Снежное-Торез (кольцевой).